# Якуб Паур
Якуб Паур (словац. Jakub Paur, нар. 4 липня 1992, Вішньове, Словаччина) — словацький футболіст, центральний півзахисник клубу «Жиліна».

## Клубна кар'єра
Якуб Паур народився у містечку поблизу Жиліни. І є вихованцем футбольної академії клубу «Жиліна». У 2011 році Паур підписав з клубом свій перший професійний контракт. І того ж року був відправлений в оренду у клуб «ВіОн». Через рік Паур повернувся до «Жиліни».
Провівши в клубі понад сто матчів, у 2016 році Паур перейшов до «Тренчина», з яким також брав участь у матчах Ліги Європи. Після трьох сезонів у «Тренчині», Паур повернувся до «Жиліни».

## Збірна
З 2011 року Якуб Паур викликався до лав юнацьких та молодіжної збірних Словаччини. У січні 2017 року футболіста викликали на два неофіційні матчі національної збірної Словаччини але через травму Паур так і не зміг вийти на поле.

## Титули і досягнення
- Володар Кубка Словаччини (2):

«Спартак» (Трнава): 2022–23, 2024–25